# Onverwacht
Onverwacht este un oraș din Surinam. Este reședința districtului Para.